# Elizabeth Sugrue
 (mai 2023).
Elizabeth « Liz » Sugrue (en irlandais : Éilis Uí Shiochrú, c. 1740/1750 - 1807), également connue sous le nom de Lady Betty, est une bourrelle irlandaise. Personnage historique mineur, elle reste une figure bien connue dans la culture populaire[réf. nécessaire].

## Biographie
Née vers 1750, Sugrue devient sans ressources après la mort de son mari fermier ; expulsée de chez elle, elle part avec ses deux enfants pour une longue marche vers Roscommon. En chemin son plus jeune enfant meurt de faim et de froid, ne lui laissant que son aîné, Pádraig.
Selon William Wilde (1815-1876), qui a recueilli des histoires à son sujet auprès des habitants, Elizabeth avait un « tempérament violent » et Pádraig menaçait souvent de la quitter. Elizabeth le pria de rester, mais en avril 1775, à la suite d'une dispute particulièrement dure, il part ; certaines sources affirment qu'il s'est enrôlé dans l'armée britannique, d'autres qu'il a émigré en Amérique du Nord britannique et a rejoint l'armée continentale. 
Sugrue devient alors une recluse, prenant des locataires pour quelques sous par nuit. Avec le temps, ayant de moins en moins de nouvelles de son fils, elle devient de plus en plus amère.
En 1789, elle aurait assassiné un homme venu chez elle avant de découvrir que c'était son fils. Reconnue coupable et condamnée à mort, elle est détenue dans ce qui est maintenant connu sous le nom de Old Gaol. Elle doit être pendue avec vingt-cinq autres prisonniers, des voleurs de moutons et de bétail et des « Whiteboys », des jeunes hommes qui abattaient les clôtures et les haies entourant ce qui était autrefois une terre commune. 
Le jour de sa pendaison, le bourreau étant malade, Betty se porte volontaire pour prendre sa place, prétendument après le refus de trois autres prisonniers. 
Elle vit dans la prison par la suite, procédant à des exécutions et des flagellations, dont un certain nombre de rebelles exécutés lors de la rébellion de 1798. Elle est connue pour ses portraits au fusain d'hommes et de femmes qu'elle accrochait au mur de son logement.
Elle n'est cependant pas la première femme bourreau d'Irlande, une femme non identifiée a pendu deux hommes pour meurtre le 13 novembre 1782 à Kilmainham. 
En 1802, sa peine est commuée en reconnaissance de son service à la « sécurité du public » et lorsqu'elle meurt en 1807 elle est enterrée dans une tombe anonyme à l'intérieur des murs de la prison de Roscommon. Selon le récit de la National Folklore Collection elle a été assassinée par un prisonnier.
En 1884, Charlotte O'Conor Eccles fait paraitre un article sur elle dans le Weekly Irish Times.
Elle est le sujet principal du poème narratif d'Áine Miller intitulé Betty Sugrue - Hangwoman; The Woman From Hell et le personnage principal de la pièce Lady Betty (1989) de Declan Donnellan